# Amphiodia olivacea
Amphiodia olivacea är en ormstjärneart som först beskrevs av Brock 1888.  Amphiodia olivacea ingår i släktet Amphiodia och familjen trådormstjärnor. Inga underarter finns listade i Catalogue of Life.